# McBain (film)
Pour les articles homonymes, voir McBain.
Pour plus de détails, voir Fiche technique et Distribution.
McBain est un film américain réalisé par James Glickenhaus, sorti en 1991.

## Synopsis
Roberto Santos cherche à renverser le régime dictatorial qui oppresse la Colombie mais sa rébellion échoue et il est tué. Christina, sa sœur, part alors trouver Robert McBain, ancien frère d'armes de Santos durant la guerre du Viêt Nam, pour lui demander de venger son frère. McBain accepte et réunit quelques vétérans pour organiser une nouvelle révolte. 

## Fiche technique
- Réalisation : James Glickenhaus
- Scénario : James Glickenhaus
- Photographie : Robert M. Baldwin
- Montage : Jeffrey Wolf
- Musique : Christopher Franke
- Sociétés de production : Marble Hall et Shapiro-Glickenhaus Entertainment
- Pays d'origine :  États-Unis
- Langue originale : anglais
- Format : couleur - 1,85:1 - stéréo
- Genre : action
- Durée : 107 minutes
- Dates de sortie : 
  - États-Unis : 20 septembre 1991

## Distribution
- Christopher Walken (VF : Yves-Marie Maurin) : Robert McBain
- María Conchita Alonso : Christina Santos
- Michael Ironside : Frank Bruce
- Steve James : Eastland
- Thomas G. Waites : Gill
- Victor Argo : El Presidente
- Jay Patterson : Dr Dalton
- Chick Vennera : Roberto Santos
- Luis Guzmán : Papo
- Marshall Thompson : M. Rich

## Accueil
Le film est sorti dans 166 salles aux États-Unis et a été un échec commercial, ne rapportant qu'un peu plus de 456 000 $ au box-office américain.